# Льговка
Льго́вка (укр. Льгі́вка) — село Черниговского района Черниговской области Украины. Население 32 человека.
Код КОАТУУ: 7425584605. Почтовый индекс: 15553. Телефонный код: +380 462.

## Власть
Орган местного самоуправления — Левковичский сельский совет. Почтовый адрес: 15550, Черниговская обл., Черниговский р-н, с. Левковичи, ул. Первомайская, 7.